# Vanda stangeana
Vanda stangeana är en orkidéart som beskrevs av Heinrich Gustav Reichenbach. Vanda stangeana ingår i släktet Vanda och familjen orkidéer. Inga underarter finns listade i Catalogue of Life.

## Bildgalleri

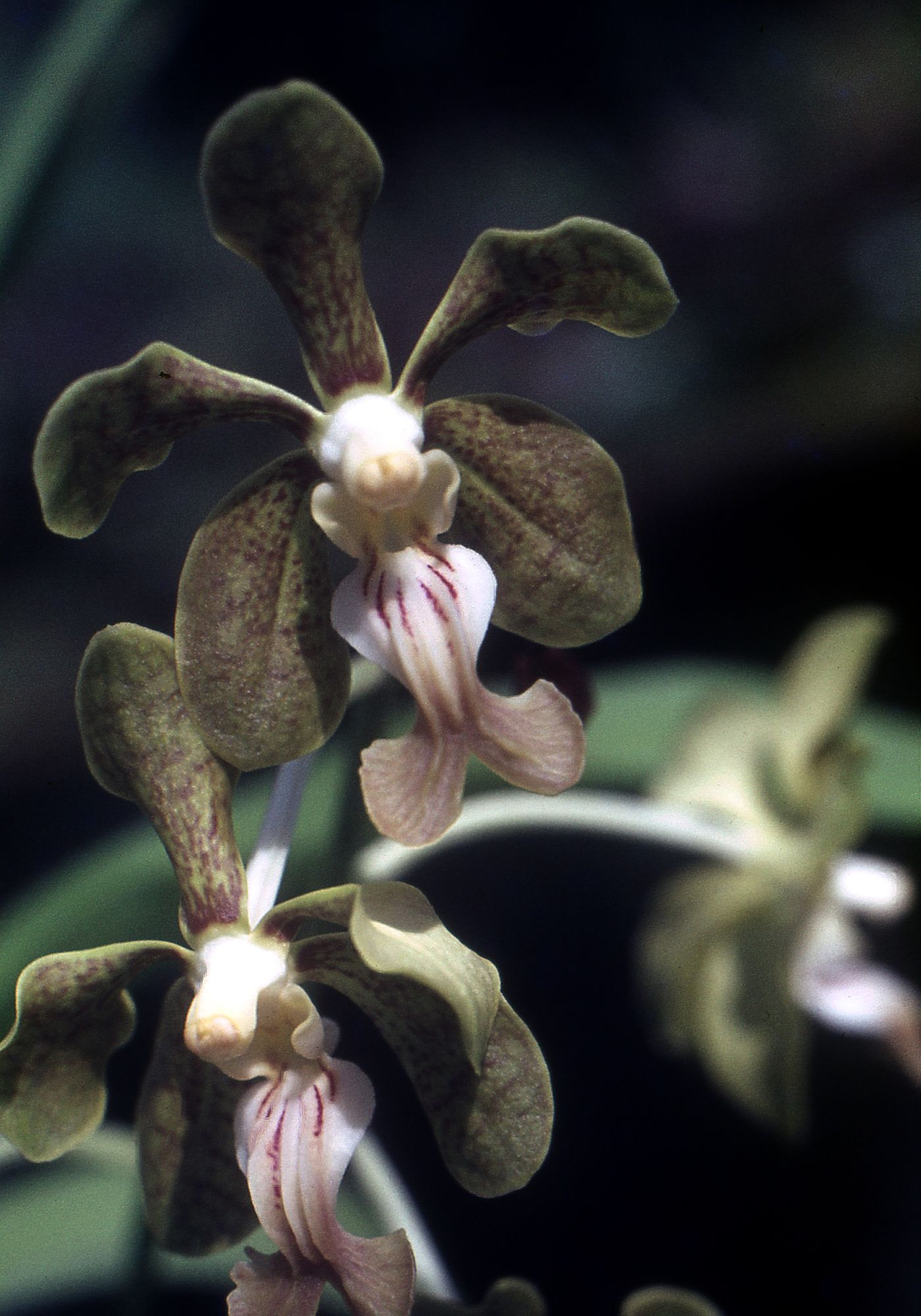